# Enchelycore tamarae
Enchelycore tamarae is een straalvinnige vissensoort uit de familie van murenen (Muraenidae). De wetenschappelijke naam van de soort is voor het eerst geldig gepubliceerd in 2005 door Prokofiev.